# Eroski

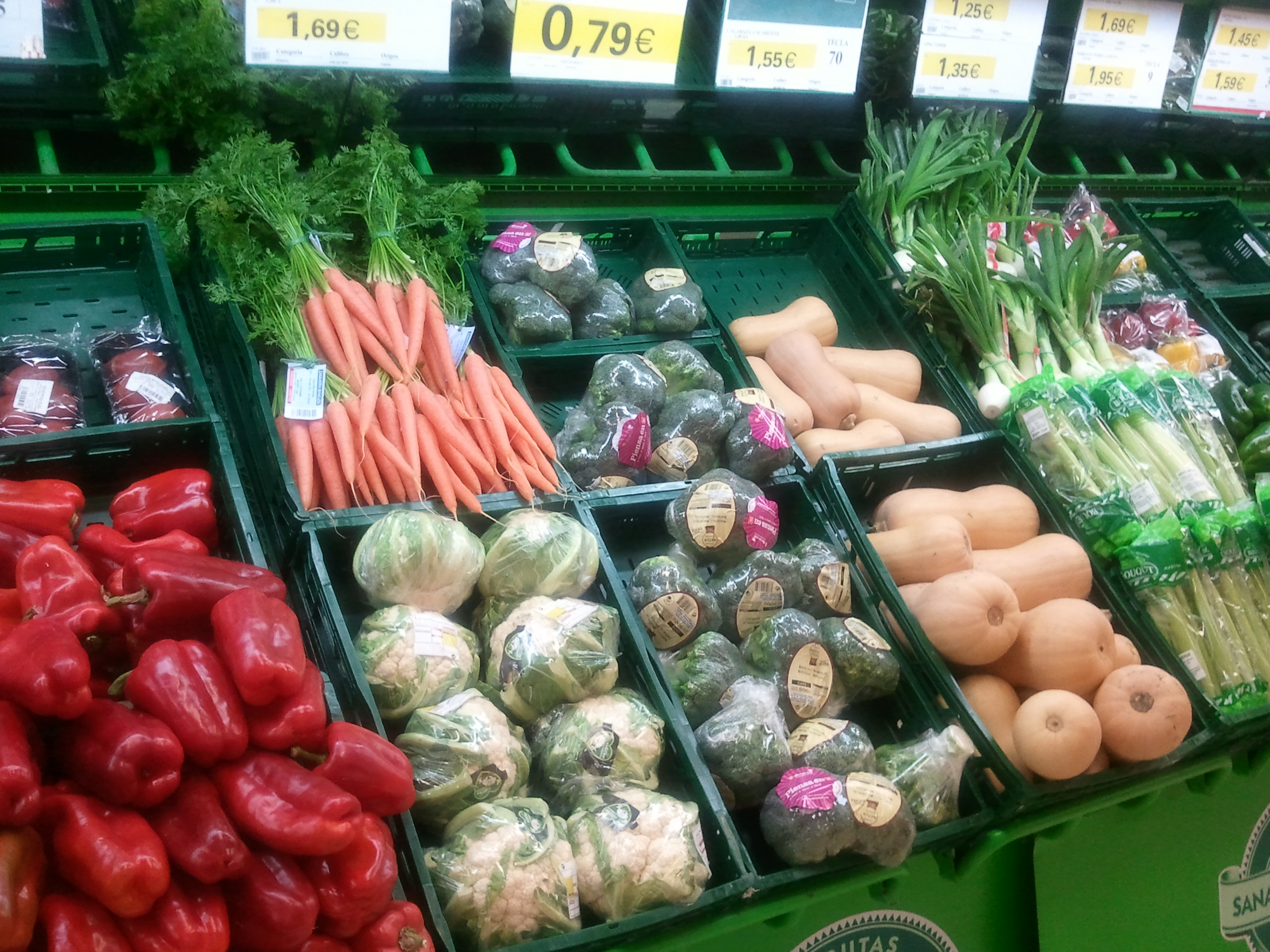
Área de hortalizas y frutas en un Eroski de Chiclana de la Frontera, España

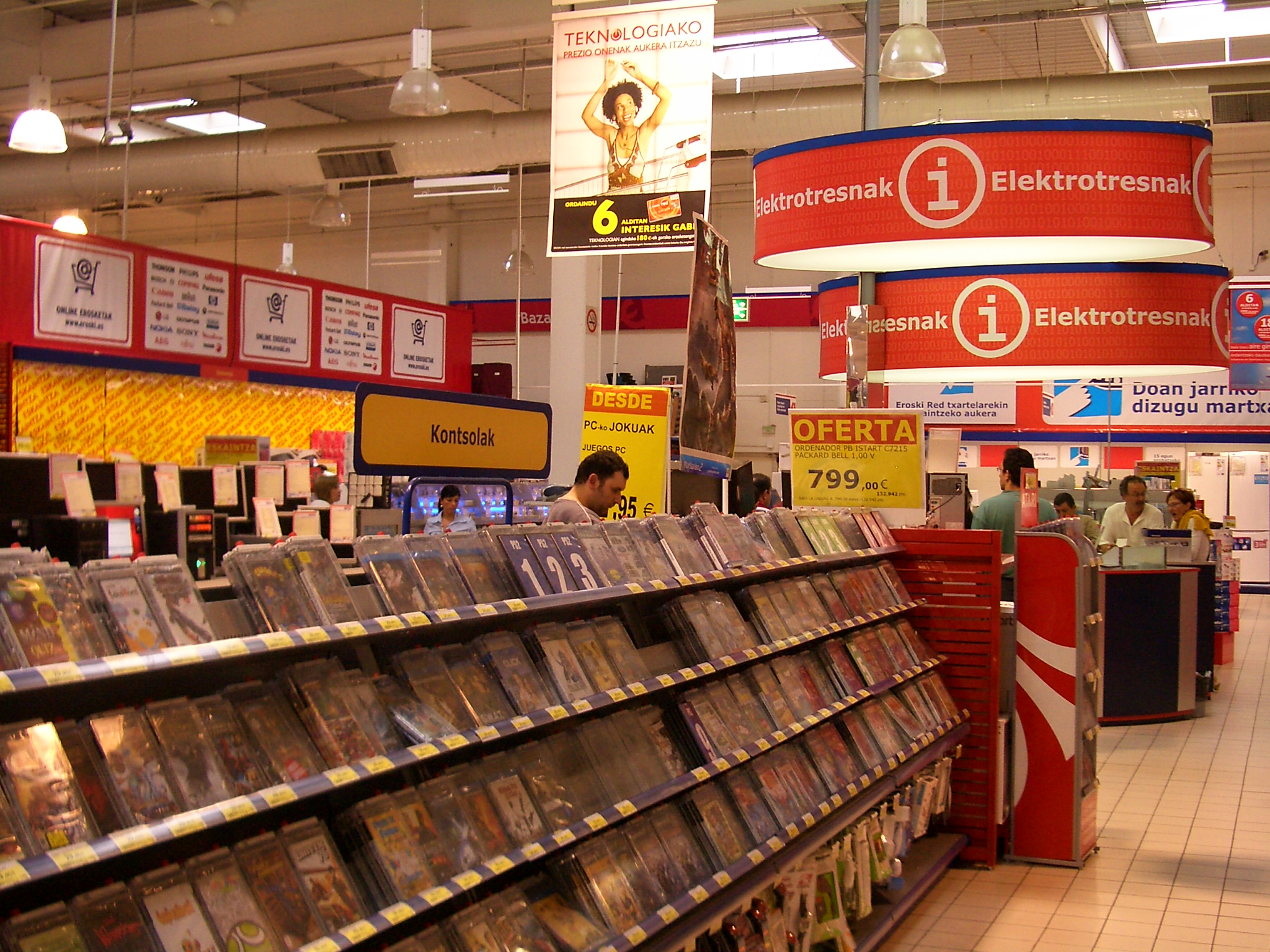
Interior de un hipermercado de Mondragón

Eroski, S. Coop. es una empresa cooperativa española de distribución perteneciente a la Corporación Mondragon con sede en la localidad vizcaína de Elorrio, en el País Vasco, España. Se fundó en el año 1969 y es hoy una de las empresas de distribución más importantes de España contando con una plantilla de más de 35 000 trabajadores repartidos por todo el país.
El Grupo Eroski es una unidad de sociedades de diferente realidad jurídica y distinta composición accionarial, pudiendo encontrar desde sociedades cooperativas (la matriz Eroski, S. Coop.) hasta sociedades anónimas, con porcentajes de participación accionarial diferentes (por ejemplo, Caprabo con el 100 % o Vegalsa con el 50 %). Es parte de la Corporación Mondragón en la división de distribución. Son depositarios de la propiedad, en igualdad de condiciones, los 36 432 trabajadores, con una persona un voto en la Asamblea General. Los socios consumidores y socios trabajadores forman parte de los órganos de gobierno de Eroski (Consejo Rector y Asamblea General) de forma paritaria, de modo que participan en las decisiones y en la gestión. Su composición se renueva cada cuatro años.
El nombre Eroski es una contracción de las palabras en euskera erosi (comprar) y toki (lugar), traducible como «lugar donde comprar».
Actúa desde su origen con la reinversión permanente de sus beneficios y destina el 10 % de los beneficios empresariales para el desempeño de Fundación Eroski, que vertebra su acción en tres líneas: Información al consumidor, Desarrollo sostenible e Innovación e iniciativas sociales.
La marca Eroski mantiene 8 tipos diferentes de establecimientos: Eroski City, Eroski Center, Eroski Rapid, Eroski Aliprox, Eroski Hipermercados, Eroski Gasolineras, Viajes Eroski y Eroski Óptica. Además posee tres filiales que operan con sus productos: Caprabo (Cataluña), Familia (Asturias, Castilla y León y Galicia) y Aprop (Islas Baleares). También posee una marca de moda deportiva llamada Forum Sport.

## Historia

### Cronología de Eroski

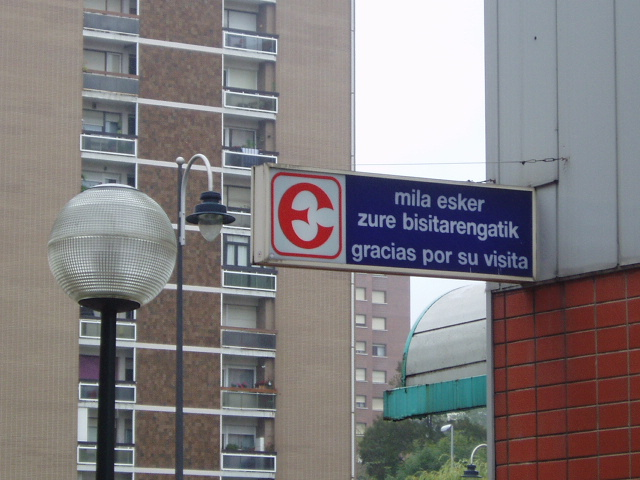
Antiguo logotipo de Eroski en Churdínaga (Bilbao).

- 1969: nace Eroski de la unión de siete cooperativas de consumo con la intención de simplificar y abaratar sus operaciones.
- 1974: nace la revista EROSKI CONSUMER[6]
- 1977: Eroski es la primera cadena de distribución de España en lanzar su propia marca de productos. Seis productos de envase blanco fueron los primeros y dieron nombre a todos los productos de distribuidor, conocidos como marca blanca.[7]
- 1978: Apertura de la primera tienda franquiciada.
- 1981: Eroski abre su primer hipermercado en Vitoria, se inaugura su laboratorio propio y empieza a diversificar las líneas de negocio abriendo la agencia de viajes Eroski/Viajes.
- 1989: Eroski es la primera empresa española en retirar de sus productos de marca propia los sprays con CFC para ayudar a preservar la capa de ozono.
- 1990: Eroski comienza a garantizar la calidad de sus productos de marca propia mediante certificaciones de fabricante. El espárrago DO de Navarra es el primero.
- 1991: Creación de Cecosa Sociedad para dirigir el Grupo Eroski.
- 1993: Abre la primera gasolinera Eroski en el hipermercado de Pamplona. Abre el hipermercado de Córdoba. También abre sus puertas el hipermercado de Lorca en el centro comercial San Diego, siendo el primero en la Región de Murcia.
- 1997: Nace la Fundación Eroski. El Grupo Cenco se integra en la red comercial de Eroski. Gespa será la sociedad que gestione la participación de los trabajadores.
- 1998: Se crea Vegalsa, fruto del acuerdo entre Agrupación Vengon, S.A. y Eroski.
- 2000: Se crea el canal de ventas por Internet.
- 2002: Junto con el grupo francés Intermarché, crean la plataforma europea de compras llamada Alidis (Alianza Internacional Empresarial).
- 2002: Abre su hipermercado en el Centro Comercial El Mirador, en Cuenca; y Gran Plaza en Roquetas de Mar.
- 2004: la cooperativa valenciana Consum abandona el grupo.
- 2005: Edeka, primer distribuidor alemán, se une a la plataforma Alidis.
- 2007: Eroski adquiere el 74 % de Caprabo.
- 2009: Eroski aprueba el proyecto de cooperativización, que da la oportunidad a todos los empleados de convertirse en socios.
- 2011: Pasa a tener el 84 % de Caprabo, después de comprar a La Caixa su participación (9 %).
- 2012: Se hace con el 99 % de Caprabo, al salir la familia Botet de su accionariado. Inaugura en Oñate (Guipúzcoa) el primer supermercado "100% sostenible" de Europa.[8] En Murcia, cierra el hipermercado del Centro Comercial Nueva Condomina.[9][10]
- 2013: Abre Viajes Caprabo como agencia de viajes en línea.
- 2014: Es pionero en España en inaugurar un supermercado en un campus universitario, en la Ciudad Universitaria de Leioa de la UPV/EHU.[11][12][13] Abre por primera vez un supermercado en un festival de música, en el BBK Live de Bilbao.[14][15]
- 2014: Tras largas negociaciones, en abril se anuncia la firma de una alianza estratégica con Barceló Viajes[16] que no implicaba cruce de capitales. A través de esta, la división de viajes del Grupo Barceló se hacía cargo de gestionar el backoffice de negocio de las agencias de viajes de Eroski, manteniendo estas su identidas y política comercial diferenciada.
- 2015: En septiembre todas las tiendas El Árbol (supermercados) en España y Eroski City, Eroski Center, Caprabo y Caprabo-Eroski ubicados en Castilla y León, Madrid, Andalucía, Extremadura, Ceuta, Melilla y Canarias han pasado a ser La Plaza de Día.
- 2016: Eroski cierra la venta a Carrefour de 36 hipermercados, 22 gasolineras y 8 galerías comerciales asociadas por 205 millones de euros, dentro de su proceso de desinversión.[17] También cierra el hipermercado de Córdoba.[18][19] Al cierre del ejercicio contable, Eroski obtiene un resultado positivo en el BAII por primera vez tras 8 años de pérdidas.
- 2017: La cadena Douglas compra 103 establecimientos de Perfumerías If, así como la marca comercial y la plataforma de comercio electrónico. Traspasa el hipermercado de Logroño y vende su hipermercado del Centro Comercial Valle Real en Cantabria a la cadena Carrefour. Del acuerdo con Carrefour en 2016 cuatro hipermercados quedan fuera del mismo, Amposta, Albacete, Lorca (San Diego) y Vélez-Málaga.[20][21]
- 2018: Cierra el hipermercado de Roquetas de Mar.
- 2019: Eroski acuerda con Family Cash la venta de 8 hipermercados y una gasolinera, pero mantiene los inmuebles en propiedad.[22] Cierran también los hipermercados de Centro Comercial Albacenter y el de Cartagena.
- 2021: Cierran los hipermercados de Guadalajara y Lorca San Diego dentro de la operación de venta con la empresa Family Cash. Eroski abandona la Región de Murcia cerrando el primer centro que abrió ahí.
- 2022: Cierra el hipermercado de Asturias en Parque Principado (Siero), dejando solo la gasolinera propia de la marca. Eroski abandona el Principado de Asturias cerrando el único hipermercado que abrió ahí.

### Consumidores socios

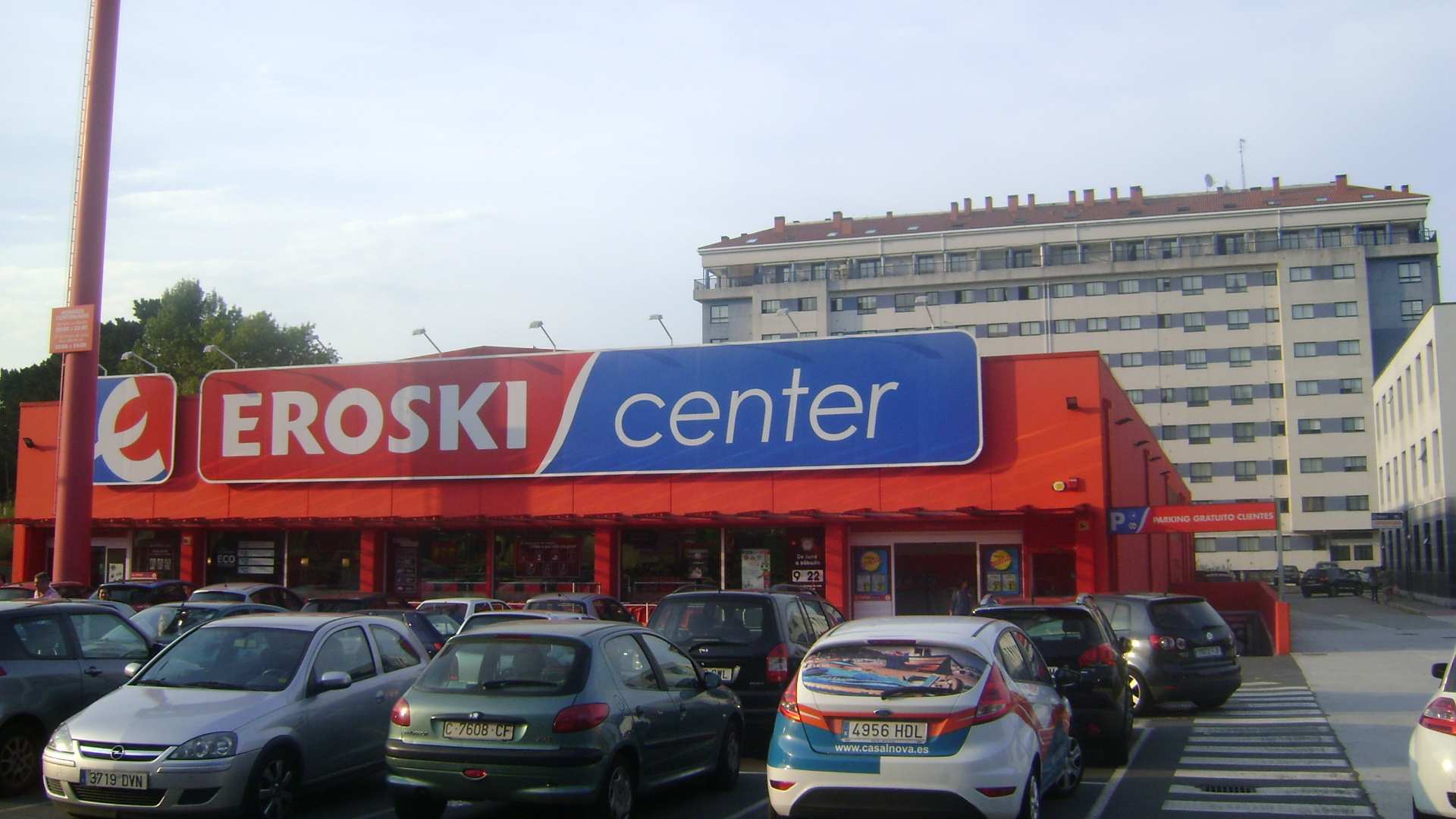
Eroski center en Culleredo, área metropolitana de La Coruña.

Son unos 450.000 ciudadanos asociados como consumidores a este grupo cuyos representantes participan en el gobierno de la empresa. A la par, unos 100.000 ciudadanos son Amigos de Fundación Eroski. Todos ellos participan de modo voluntario en las acciones formativas que la empresa desarrolla con asiduidad sobre materias de interés del ciudadano, desde aspectos relativos a la salud como iniciativas de solidaridad en colaboración con diferentes ONG.

### Iniciativas sociales
La Fundación Eroski promueve igualmente iniciativas de cooperación internacional para proyectos de desarrollo sostenible en países necesitados. La Fundación Copade, la Fundación AKWABA y la Federación Española Religiosos Sanitarios F.E.R.S. fueron los últimos protagonistas al ser elegidos sus proyectos. En sus cuatro ediciones anteriores, la Fundación Eroski ha financiado los proyectos de las entidades que se mencionan por un importe que asciende a 536.400,70 euros. En anteriores ediciones fueron beneficiarios los proyectos de Fundación C.E.A.R., Fundación Intermón-Oxfam y COCEMFE, en 2003. Fundación Ayuda en Acción, Fundación Save The Children y Cruz Roja en el 2002. En 2001 fueron elegidos los proyectos de Fundación Vicente Ferrer, Fundación Inter Red y Setem Cataluña.
Su labor se ha visto reconocida durante el ejercicio 2004 con el Premio Europeo de Medio Ambiente a la empresa. El premio, otorgado por la Fundación Entorno y respaldado por la Comisión Europea, el Ministerio de Ciencia y Tecnología de España y la Sociedad Española de Participaciones Industriales, reconoce los esfuerzos de Grupo Eroski para el logro de un desarrollo compatible con la preservación del entorno y el aumento del bienestar social.
Asimismo, Grupo Eroski ha editado su Memoria de Sostenibilidad siguiendo las normas dictadas por Global Reporting Iniciative y AENOR. La Memoria es la primera publicada por una empresa de distribución en España y ha sido elaborada conforme a la metodología GRI2002, que ofrece una visión económica, social y medioambiental de la actividad de la empresa.

## Marcas

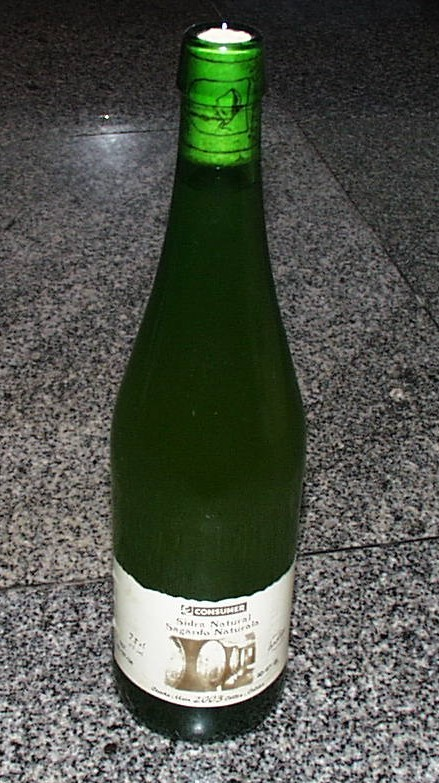
Botella de sidra marca Consumer

Eroski cuenta con varias marcas para sus productos:
- Eroski: general.
- Eroski Basic: marca básica.
- Eroski Maestro: productos de charcutería de estilo tradicional.
- Eroski Natur: productos de alimentación naturales (carne, pescado, fruta).
- Eroski Sabores Tradicionales: productos de alimentación con Denominación de Origen.
- Eroski Sannia: productos de alimentación saludables.
- Eroski Seleqtia: productos de alimentación selectos.
- Belle: perfumería.
- Man by Belle: perfumería para hombres.
- Belle Professional: productos para el cabello.

Además cuenta con otras marcas que sólo están disponibles en hipermercados Eroski:
- Ecron: electrodomésticos.
- Visto Bueno: textil.
- Cherokee: textil infantil.
- Romester: productos deportivos.

Los productos de las marcas Eroski tienen como una de sus características el incluir su nombre y diversa información aparte en castellano, euskera, catalán y gallego.

## Presencia en Internet
El Grupo Eroski dispone de una presencia variada en internet, donde se puede encontrar, además de su web oficial, un portal de consumo en castellano, euskera, catalán y gallego; un portal para la compra en línea;
A la vez, se edita en papel y en versión en línea una revista del consumidor.

## Red comercial

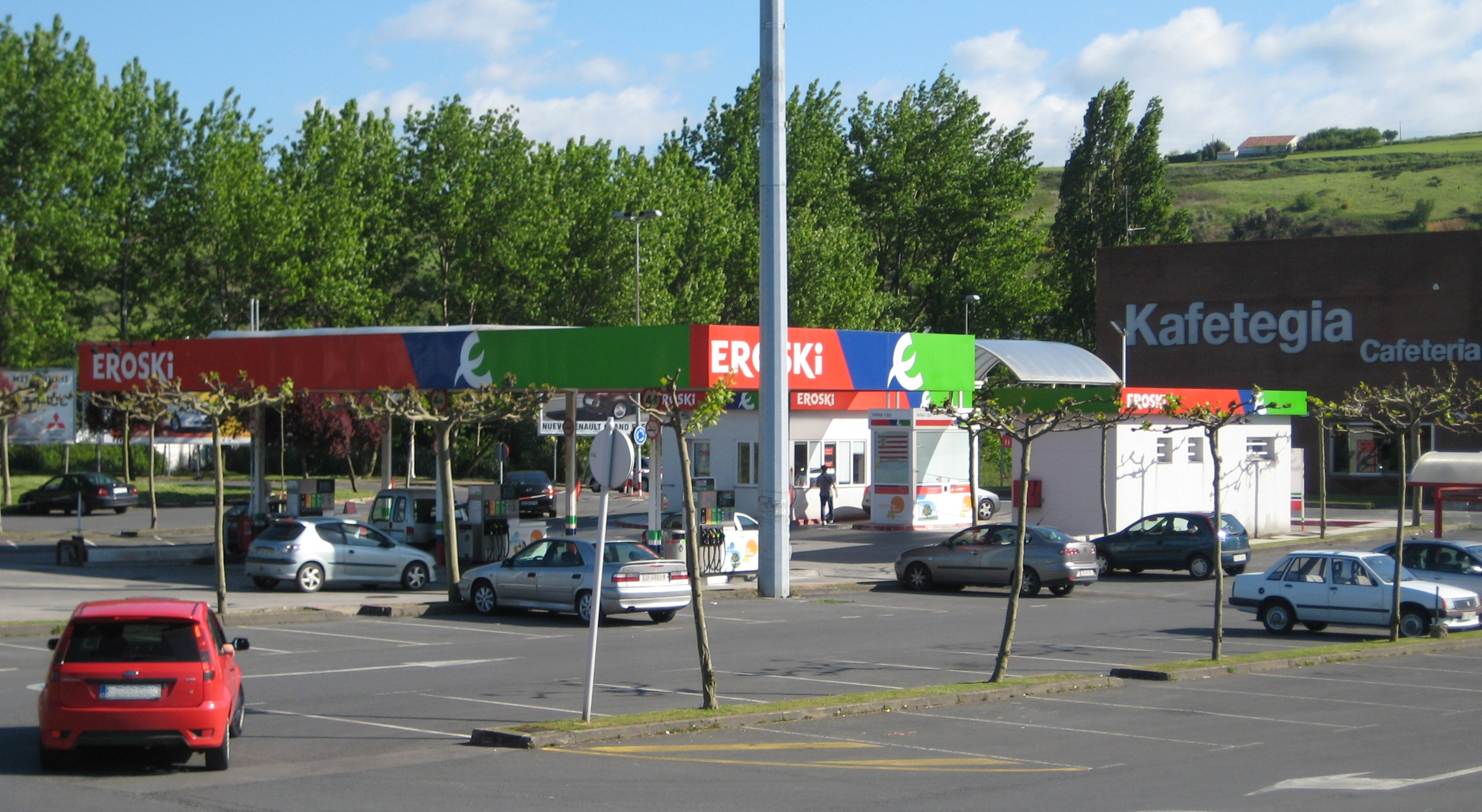
Gasolinera del Hiper Leioa.

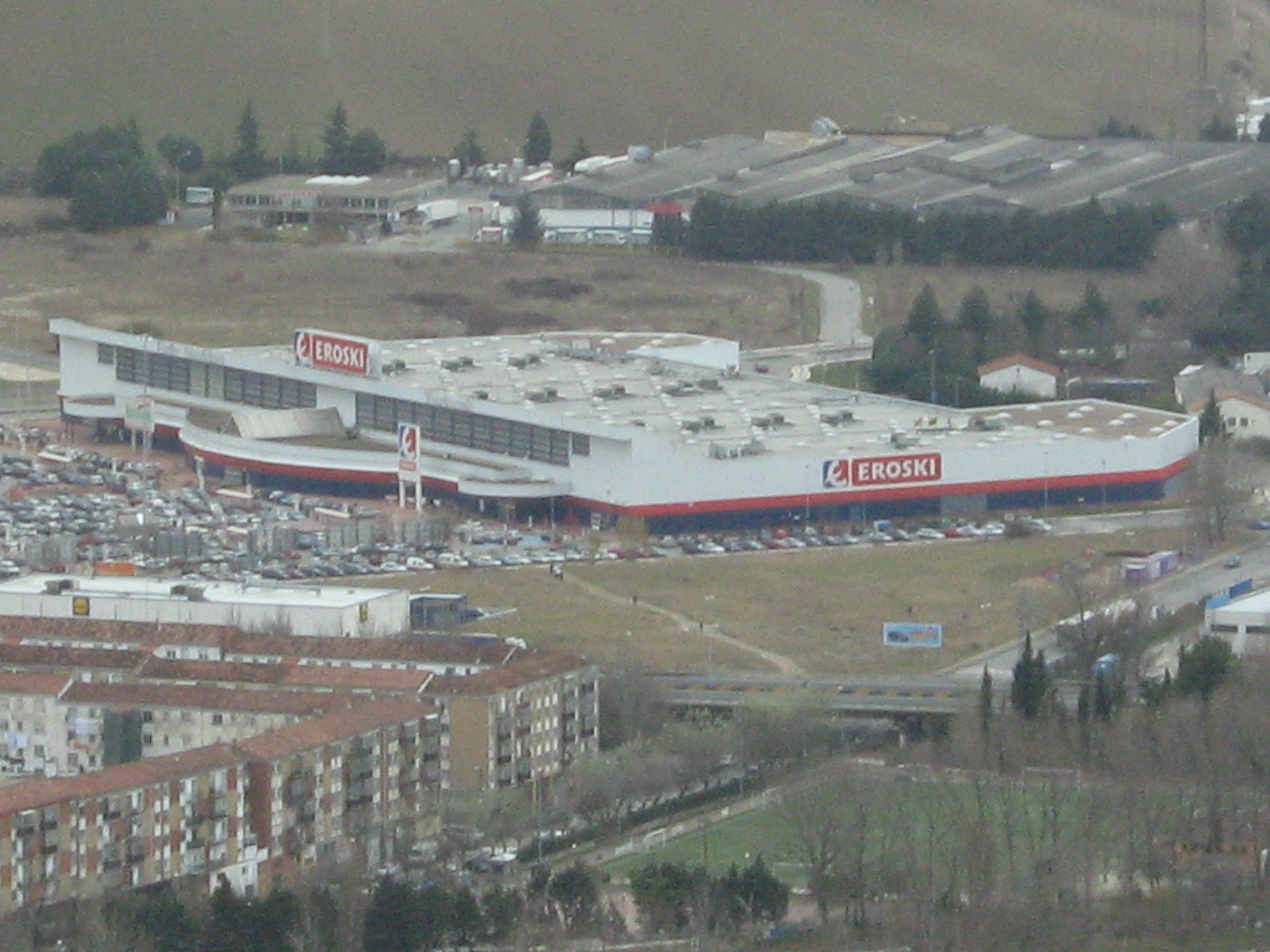
Hipermercado Eroski en el centro comercial Iruña de Berriozar, junto a Pamplona

En 2010, la red comercial de Eroski en España poseía:
- 115 hipermercados "Eroski"
- 1042 supermercados "Eroski Center", "Caprabo" y "Eroski City".
- 3 supermercados "Eroski Merca".
- El Supermercado "Eroski Online", servicio de compra en línea de alimentación.
- 280 oficinas "Eroski Viajes".
- 52 gasolineras.
- 44 tiendas de deporte "Forum Sport".
- 5 tiendas de ocio y cultura "ABAC".
- 28 plataformas de distribución.
- Operador de Telefonía Móvil ("Eroski Móvil").

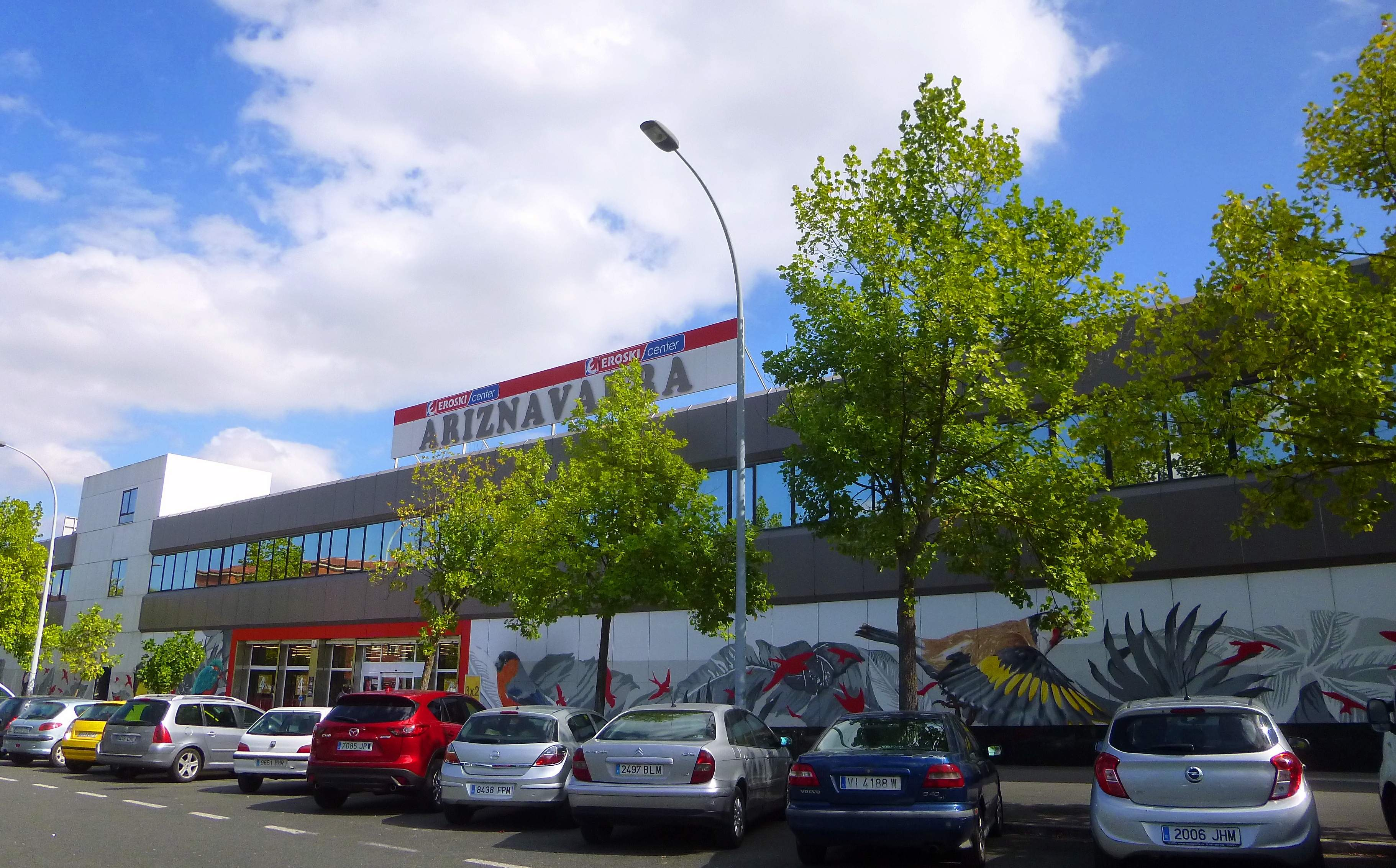
Tienda Eroski Center en Centro Comercial Ariznavarra

A esta red se le suman 584 autoservicios franquiciados.
En mayo de 2007 adquirió el 75 % del Grupo Caprabo, enseña que se ha mantenido en más de 300 tiendas en Cataluña y Madrid. Desde esa fecha los supermercados Caprabo comenzaron a sustituir sus productos de marca Caprabo por productos de la marca Eroski.
Se asoció con el grupo francés Intermarché, también conocidos como "Los Mosqueteros", y Edeka (Alemania) creando una Alianza Internacional para la negociación y compra conjunta.
Desde finales de 2007 y hasta 2018, Eroski participó en el negocio de la telefonía móvil, actuando como operador móvil virtual (OMV) con la marca Eroski Móvil.

### Hipermercados

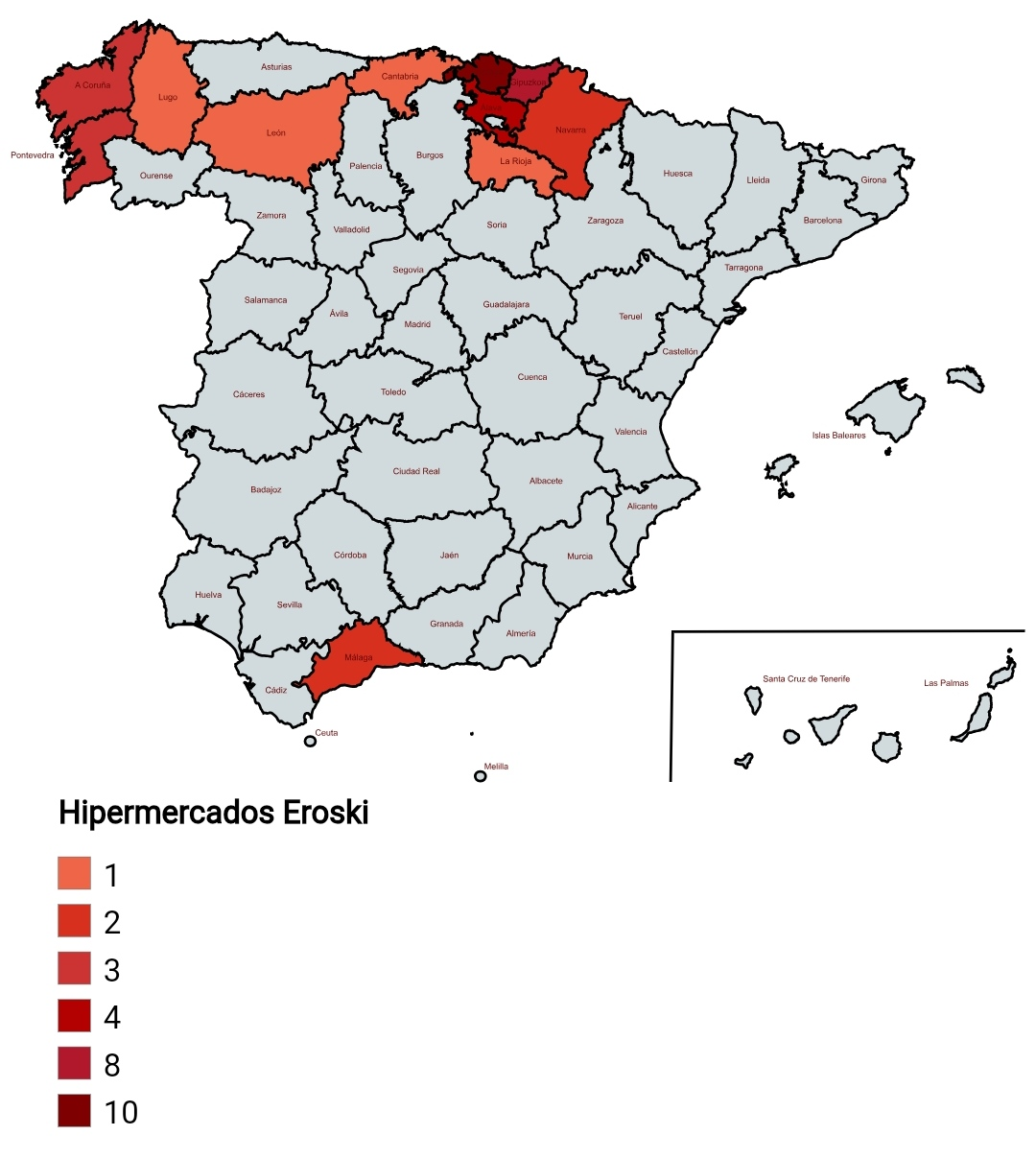
Hipermercados Eroski

| Comunidad autónoma | Provincia  | Hipermercados | Municipios                                                                                    | Total de hipermercados |
| ------------------ | ---------- | ------------- | --------------------------------------------------------------------------------------------- | ---------------------- |
| Andalucía          | Málaga     | 2             | Málaga, Vélez-Málaga                                                                          | 2                      |
| Cantabria          | Cantabria  | 1             | Castro-Urdiales                                                                               | 1                      |
| Castilla y León    | León       | 1             | La Bañeza                                                                                     | 1                      |
| Galicia            | La Coruña  | 3             | Betanzos, Noya, Santiago de Compostela (2025 apertura Oleiros)                                | 7                      |
| Galicia            | Lugo       | 1             | Ribadeo                                                                                       | 7                      |
| Galicia            | Pontevedra | 3             | Nigrán, Poyo, Puenteareas                                                                     | 7                      |
| La Rioja           | La Rioja   | 1             | Calahorra                                                                                     | 1                      |
| Navarra            | Navarra    | 2             | Pamplona, Tudela                                                                              | 2                      |
| País Vasco         | Álava      | 4             | Llodio, Rivabellosa, Vitoria (2)                                                              | 22                     |
| País Vasco         | Guipúzcoa  | 8             | Azcoitia, Éibar, Mondragón, Ordizia, San Sebastián, Tolosa, Usúrbil, Zarauz                   | 22                     |
| País Vasco         | Vizcaya    | 10            | Baracaldo, Basauri, Berango, Bilbao, Durango, Guernica y Luno, Lejona (2), Portugalete, Zalla | 22                     |
| España             | España     | España        | España                                                                                        | 36                     |

### Gasolineras
| Comunidad autónoma | Provincia              | Gasolineras | Municipios                                                                   | Total de gasolineras |
| ------------------ | ---------------------- | ----------- | ---------------------------------------------------------------------------- | -------------------- |
| Andalucía          | Provincia de Málaga    | 1           | Vélez-Málaga                                                                 | 1                    |
| Aragón             | Provincia de Huesca    | 1           | Jaca                                                                         | 1                    |
| Asturias           | Asturias               | 2           | Navia, Siero                                                                 | 2                    |
| Cantabria          | Cantabria              | 1           | Castro-Urdiales                                                              | 1                    |
| Castilla y León    | Provincia de León      | 1           | La Bañeza                                                                    | 1                    |
| Cataluña           | Provincia de Gerona    | 1           | Figueras                                                                     | 1                    |
| Galicia            | Provincia de La Coruña | 1           | Noya                                                                         | 3                    |
| Galicia            | Provincia de Lugo      | 2           | Lugo, Ribadeo                                                                | 3                    |
| Islas Baleares     | Islas Baleares         | 3           | Binisalem, La Puebla, San Luis                                               | 3                    |
| La Rioja           | La Rioja               | 1           | Calahorra                                                                    | 1                    |
| Navarra            | Navarra                | 4           | Estella, Pamplona, Peralta, Tudela                                           | 4                    |
| País Vasco         | Provincia de Álava     | 4           | Llodio, Rivabellosa, Vitoria (2)                                             | 19                   |
| País Vasco         | Provincia de Guipúzcoa | 6           | Azcoitia, Mondragón, Ordizia, San Sebastián, Usúrbil, Vergara                | 19                   |
| País Vasco         | Provincia de Vizcaya   | 9           | Abadiño, Baracaldo, Basauri, Elorrio, Górliz, Lejona (2), Portugalete, Zalla | 19                   |
| España             | España                 | España      | España                                                                       | 37                   |

### Ópticas
| Comunidad autónoma | Provincia              | Ópticas | Municipios                                    | Total de ópticas |
| ------------------ | ---------------------- | ------- | --------------------------------------------- | ---------------- |
| Andalucía          | Provincia de Málaga    | 1       | Vélez-Málaga                                  | 1                |
| Navarra            | Navarra                | 1       | Pamplona                                      | 1                |
| País Vasco         | Provincia de Álava     | 1       | Vitoria                                       | 9                |
| País Vasco         | Provincia de Guipúzcoa | 3       | Mondragón, San Sebastián, Usúrbil             | 9                |
| País Vasco         | Provincia de Vizcaya   | 5       | Abadiño, Basauri, Guecho, Lejona, Portugalete | 9                |
| España             | España                 | España  | España                                        | 11               |

### Antiguos hipermercados Eroski
- Andalucía (12): Alcalá de Guadaira, Algeciras, Antequera, Chiclana de la Frontera, Córdoba, Fuengirola, Lebrija, Minas de Riotinto , Montilla, Morón de la Frontera, Osuna, Roquetas de Mar y Utrera.
- Aragón (3): Huesca, Jaca y Zaragoza.
- Asturias (2): Lugones y Pola de Siero.
- Castilla-La Mancha (8): Albacete, Azuqueca de Henares, Ciudad Real, Cuenca, Guadalajara, Manzanares,Tomelloso y Toledo
- Cantabria (1): Maliaño.
- Castilla y León (3): Segovia, Valladolid y Zamora.
- Cataluña (16): Amposta, Cornellá de Llobregat, San Cugat del Vallés, San Felíu de Llobregat, Tarragona, Tarrasa, Granollers*, Figueras*, Abrera*, Masnou*,Altafulla(2)**, Calafell*, Vendrell (2), Las Presas* y Mollet del Vallès*
- Ciudad autónoma de Ceuta (1): Ceuta.
- Ciudad autónoma de Melilla (1): Melilla.
- Comunidad de Madrid (9): Alcobendas, Fuenlabrada, Leganés, Madrid (2), Majadahonda, Pinto, Torrelodones y Valdemoro.
- Comunidad Valenciana (17): Alcoy, Alquería de la Condesa, Benicarló, Burjasot, Carcagente, Cullera, Denia, Gandía, Játiva (3), Ondara, Onteniente, Orihuela, Santa Pola, Vall de Uxó y Elche
- Extremadura (1): Cáceres
- Galicia (3): La Coruña, Lalín y Lugo
- Islas Baleares (3): Palma de Mallorca, San Lorenzo del Cardezar y Son Cotoner
- Islas Canarias (1): Jinamar.
- La Rioja (1): Logroño.
- País Vasco (1): Vitoria.
- Región de Murcia (8): Águilas, Cartagena, Lorca (2), Molina de Segura, Murcia (2) y San Javier

En la actualidad son:
- Family Cash: Alcalá de Guadaira, Chiclana de la Frontera, Lebrija, Montilla, Morón de la Frontera, Osuna, Utrera, Parque Imperial Zaragoza, Azuqueca de Henares, Guadalajara, Tomelloso, Melilla
- Carrefour: Algeciras, Antequera, Fuengirola, Roquetas de Mar, Huesca, Jaca, Lugones, Ciudad Real, Cuenca, Manzanares, Maliaño, Valladolid, Segovia, Zamora, Cornellá de Llobregat, San Cugat del Vallés, Tarrasa, Ceuta, Logroño
- Supeco: Córdoba
- Sin operar: Pola de Siero, Alcobendas, Cartagena, Elche, Jinámar
- Mercadona: Albacete, Cáceres
- Merca China: Amposta.
- Leroy Merlín: San Felíu de Llobregat.
- Bonpreu: Tarragona.
- Caprabo: Granollers, Figueras, Abrera, El Masnou
- Alcampo: Leganés, Fuenlabrada
- Lidl: Toledo
- E.Leclerc: Majadahonda, Pinto, Valdemoro

Los hipermercados catalanes que tienen asterisco (*) siguen pertenecido al grupo Eroski aunque ahora lo hacen bajo la marca Caprabo. El hipermercado de Altafulla (**) estaba dividido en dos una parte pertenece al grupo Eroski, en un 50 % que es denominada Caprabo y la otra parte es de otro operador.

## Aportaciones Financieras Subordinadas Eroski (AFSE) y FAGOR (AFSF)
Tanto Eroski como Fagor se han visto envueltas en el escándalo de sus Aportaciones Financieras Subordinadas. Dichas aportaciones se comercializaron los años 2002, 2004 y 2007.
Éstas eran vendidas por las entidades colocadoras (BBVA, Santander y sobre todo Caja Laboral) como un "plazo fijo" recuperable en 24-48 horas. El problema ha venido cuando los que confiaron sus ahorros a los comerciales de sus entidades bancarias para que los metiesen en las AFSE han intentado recuperar su dinero y se han encontrado que dichas aportaciones cotizan en el mercado SEND y han perdido más del 60 % de su valor. Según Eroski, esta siempre ofreció toda la información inversora necesaria, y culpa a las entidades emisoras las de la nula información ofrecida a los clientes.
Estas aportaciones, durante muchos años han ofrecido a sus poseedores intereses mucho mayores que los que el mercado ofrecía. Durante esta época de afloramiento no hubo ninguna queja, pero debido a la crisis, estos tipos de interés decrecieron y crearon el problema en el que se han visto envueltos las entidades colocadoras. En enero de 2014 un Juzgado anulaba estas participaciones subordinadas y responsabilizaba al BBVA.